# Meruelo
Meruelo település Spanyolországban, Kantábria autonóm közösségben. Meruelo Arnuero, Escalante, Hazas de Cesto, Ribamontán al Monte és Bareyo községekkel határos. Lakosainak száma 2311 fő (2024).

## Népesség
A település népessége az elmúlt években az alábbi módon változott:
| Lakosok száma | 1125 | 1321 | 1467 | 1652 | 1798 | 1912 | 1985 | 2028 | 2212 | 2311 |
|               | 2001 | 2004 | 2007 | 2009 | 2012 | 2014 | 2017 | 2019 | 2022 | 2024 |